# Canon-fronsac
Le canon-fronsac est un vin rouge français d'appellation d'origine contrôlée produit autour de Fronsac, en Gironde.
L'appellation forme avec celle de fronsac le Fronsadais, une des parties du Libournais, appartenant au vignoble de Bordeaux.

## Histoire
L'appellation est reconnue par le décret du 1er juillet 1939, sous le nom de « Côtes Canon Fronsac ». Le nom est ensuite remplacé par celui de canon-fronsac par le décret du 28 juillet 1964 (les deux coexistent durant un temps).
Le cahier des charges de l'appellation est modifié notamment en octobre 2009 et en décembre 2024.

## Vignoble
La zone géographique de l’appellation d’origine contrôlée « canon-fronsac », située sur la rive droite de la Dordogne au confluent avec l'Isle, est incluse au sud-ouest de la zone géographique de l'appellation d’origine contrôlée « fronsac » sur les communes de Saint-Michel-de-Fronsac et de Fronsac.

### Géologie
Le tertre de Canon est le prolongement géologique vers l'ouest de la grande côte de Saint-Émilion portant les crus les plus prestigieux de l'appellation. Elle en est séparée sur une distance de 5 à 6 km par la plaine de Pomerol à l'est. Plus au nord, s'étendent les vignobles de l'appellation fronsac. On y retrouve les calcaires à Astéries sur le relief, ainsi que la molasse du Fronsadais dans les valons,. Le relief accidenté de la région empêche la stagnation des eaux et la proximité des rivières de l'Isle et de la Dordogne protège les vignes des gelées.
On distingue deux types de sols principaux :
- les sols calcaires, argilo-calcaires et argilo-sableux de 30 à 80 cm de profondeur développés sur le calcaire à Astéries du  plateau et des tertres ;
- les sols bruns argilo-calcaires développés sur les versants molassiques des coteaux, sur les côtes et les combes, constitués de molasses du Fronsadais.

### Encépagement
Les cépages autorisés sont tous des raisins noirs : le cabernet franc, le cabernet sauvignon, le merlot, le côt (aussi appelé malbec) pour les cépages principaux, et le carménère et le petit verdot comme cépages accessoires. La proportion des cépages principaux doit être supérieure ou égale à 80 % de l’encépagement, et la proportion de chacun des cépages carménère ou petit verdot doit être inférieure ou égale à 10 % de l’encépagement.

## Vins
Le moût doit avoir une richesse en sucre supérieure à 198 grammes par litre pour le merlot et 180 grammes par litre pour les autres cépages.

### Rendements
En termes de rendements moyens, les données des années récentes sont les suivantes, toutes largement inférieures au rendement maximum du cahier des charges (53 hl/ha), le rendement butoir étant de 65 hl/ha :
| Année | Superficie (ha) | Production (hl) | Rendement (hl/ha) |
| ----- | --------------- | --------------- | ----------------- |
| 2019  | 230             | 9 291           | 40                |
| 2020  | 224             | 6 658           | 30                |
| 2021  | 211             | 5 966           | 28                |
| 2022  | 202             | 6 357           | 32                |
| 2023  | 199             | 6 795           | 34                |
| 2024  | 160             | 1 651           | 10                |

### Hiérarchie des prix
Pour une comparaison entre les appellations, on peut prendre les prix pratiqués (en € pour une tonneau de 900 litres) officiellement pour le calcul des fermages en 2023, qui fournissent une hiérarchie :
- 833,5 € (92,5 €/hl) pour du bordeaux rouge ;
- 1 448 € (161 €/hl) pour du fronsac ;
- 1 882 € (209 €/hl) pour du canon-fronsac ;
- 2 008 à 2 428 € (223 à 270 €/hl) pour des lussac-saint-émilion, montagne-saint-émilion, saint-georges-saint-émilion ou puisseguin-saint-émilion ;
- 3 708 € (412 €/hl) pour du saint-émilion ;
- 3 957 € (439,5 €/hl) pour du lalande-de-pomerol ;
- 9 230 € (1 025,5 €/hl) pour du pomerol.

Les prix dans le commerce sont évidemment bien plus élevés, variant considérablement en fonction du nom du producteur.

### Dégustation
La robe du canon-fronsac varie du rouge sombre à reflets violacés au rubis foncé ou au grenat.
Intenses et d'une grande diversité, les parfums vont des fruits rouges aux notes épicées bien marquées, en passant par des notes de gibier qu'accompagne le boisé de l'élevage en barrique.
Les canon-fronsac possèdent les caractères essentiels des fronsac : consistance remarquable, équilibre entre les tanins et le fruité. Leur puissance, contrebalancée par un très agréable côté croquant à l'attaque, laisse la place ensuite à beaucoup de gras.
Le canon-fronsac est à associer à la lamproie à la bordelaise, à la viande rouge (entrecôte), au confit, au cassoulet, à la fricassée de champignons, aux petits gibiers et aux gigots, ainsi qu'aux fromages.

## Producteurs
L'appellation canon-fronsac est produite par 40 viticulteurs. Liste de producteurs (châteaux) :
- Château Haut-Francarney ;
- Château Canon Pécresse ;
- Château Grand Renouil ;
- Château Lariveau ;
- Château Vrai Canon Bouché ;
- Château Puy Guilhem ;
- Château du Gazin ;
- Château Moulin Pey Labrie ;
- Château Tour Canon ;
- Château Canon Guilhem ;
- Château L’Enclos Saint Louis ;
- Château Cassagne Haut-Canon ;
- Château du Pavillon ;
- Château Roullet ;
- Château Mazeris Bellevue ;
- Château Belloy ;
- Château Junayme ;
- Château Lamarche Canon ;
- Château Canon ;
- Château Canon (vignobles Galand) ;
- Château Toumalin ;
- Château Saint Bernard ;
- Château La Valade ;
- Château Capet Bégaud ;
- Château Montcanon ;
- Château Mausse ;
- Château Mazeris ;
- Château Clos Saint Michel ;
- Château Barrabaque ;
- Château Franc Capet ;
- Château Coustolle ;
- Château Gaby ;
- Château Pey Labrie ;
- Château Clos Lariveau ;
- Château Tasta ;